# ستان والاس
ستان والاس (بالإنجليزية: Stan Wallace)‏ هو لاعب كرة قدم أمريكية أمريكي، ولد في 15 نوفمبر 1931 في هيلزبورو في الولايات المتحدة، وتوفي في 6 ديسمبر 1999 في أوربانا في الولايات المتحدة.